# Ochyrocera coerulea
Ochyrocera coerulea är en spindelart som först beskrevs av Eugen von Keyserling 1891.  Ochyrocera coerulea ingår i släktet Ochyrocera och familjen Ochyroceratidae. Inga underarter finns listade i Catalogue of Life.